# Gentle Giants
Gentle Giants ist ein Album des Trios Slowfox, bestehend aus Hayden Chisholm am Altsaxophon, Philip Zoubek am Klavier und Sebastian Gramss am Kontrabass. Die Aufnahmen entstanden vom 12. bis 14. September 2016 im Schlossbergsaal des SWR-Studios Freiburg; das vom Südwestrundfunk koproduzierte Album wurde am 5. Mai 2017 auf Traumton Records veröffentlicht.

## Hintergrund
Gentle Giants ist nach The Wood (Jazzwerkstatt 2014) das zweite Album des 2013 gegründeten Trios, dessen Musiker zuvor in zahlreichen Projekten und Formationen (u. a. im Kölner Multiple Joy(ce) Orchestra) zusammengearbeitet hatten.
Die einzelnen Titel des Albums ergeben – einzeln gelesen – keinen Sinn, jedoch aneinandergereiht einen Satz, der laut Sebastian Gramss Friedrich Nietzsche zugeschrieben wird (obwohl dessen Autorenschaft nicht sicher ist): And those who were seen dancing were thought to be insane by those who could not hear the music (deutsch: Wer die Musik nicht hört, hält die Tanzenden für wahnsinnig).

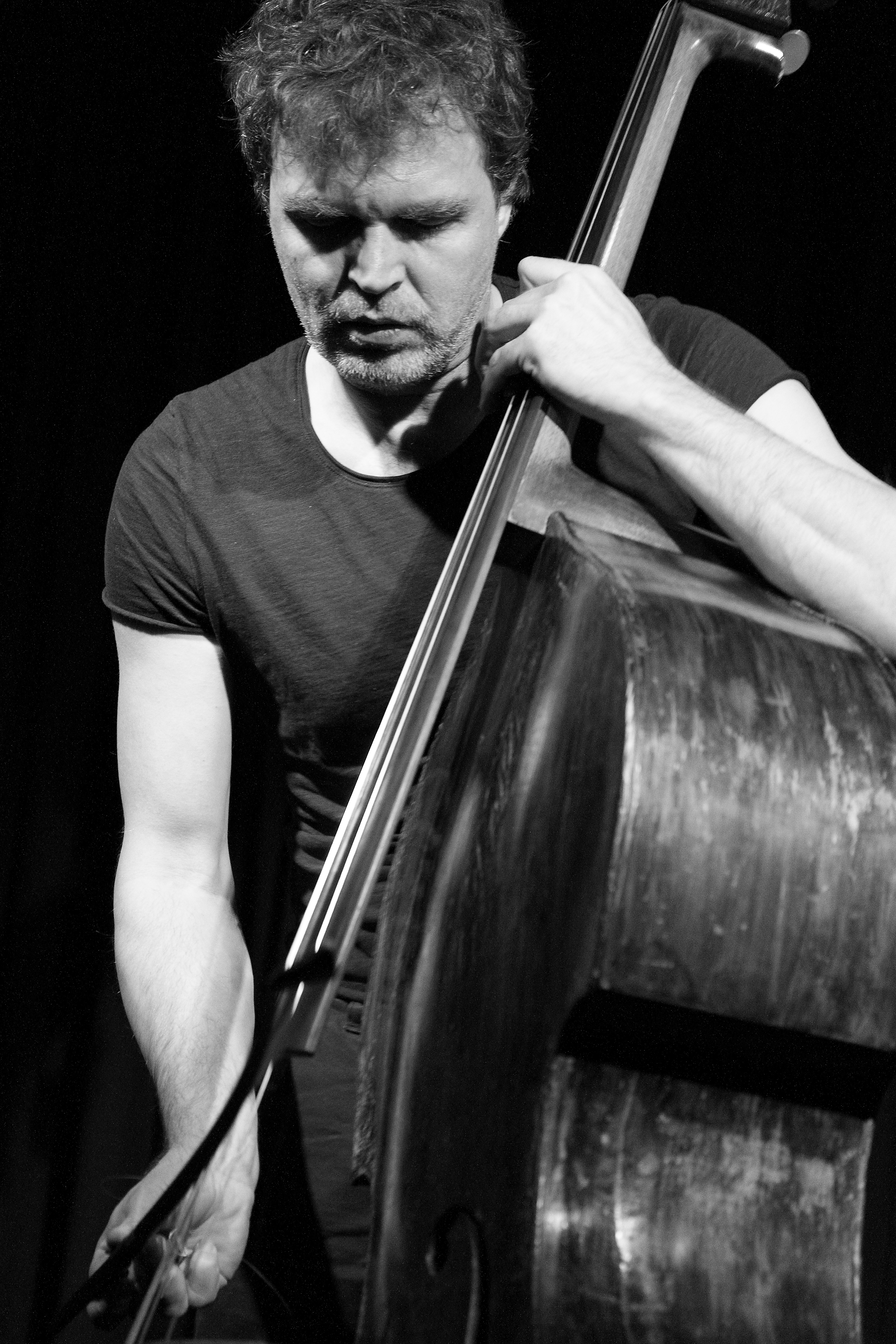
Sebastian Gramss 2017

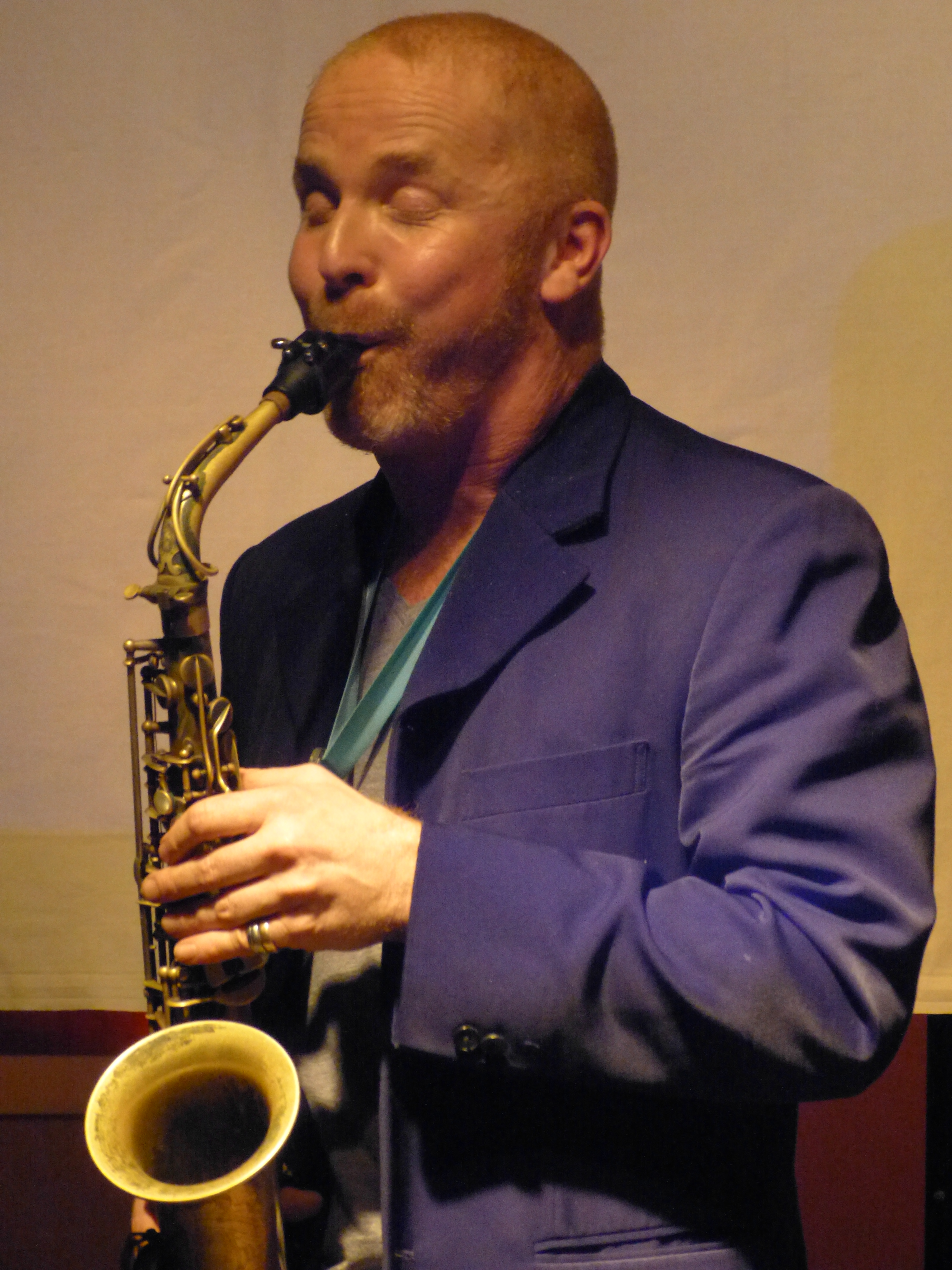
Hayden Chisholm bei Michael Rüsenbergs jazzcity.de-Fest am 17. Januar 2014 im Loft (Köln)

## Titelliste
- Slowfox: Gentle Giants (Traumton Records #4645)

1. And Those  4:16
2. Who Were  4:16
3. Seen Dancing  6:28
4. Were  2:08
5. Thought  4:18
6. To Be  4:01
7. Insane  4:03
8. By  2:29
9. Those  3:18 (Grams/Zoubek)
10. Who  2:00
11. Could  3:48
12. Not  3:29
13. Hear  3:39
14. The  3:10
15. Music  3:28

Sofern nicht anders angegeben stammen alle Kompositionen von Sebastian Gramss.

## Rezeption
Das Alben erhielt durchweg positive Besprechungen; „Das Trio Slowfox lebt von der musikalischen Klangsprache des deutschen Kontrabassisten Sebastian Gramss, die weder aufdringlich noch Vorlaut, sondern einfach nur die Seele streichelnde Zurückhaltung aus dem Hintergrund ganz nach vorne stellt“, urteilte das Jazz-Magazin Jazzthetik über die Musik von Slowfox.
Frank Schindelbeck schrieb nach einem Konzert im Mai 2017, bei dem das Album vorgestellt wurde, „Drei individuelle Könner bündeln in dieser Formation ihre kreativen Köpfe und erschaffen eine außergewöhnlich dichte Triomusik, die ebenso elegant wie hochkomplex ist. „Advanced Easy Listening“ ist eine Selbstbeschreibung, die ebenso ironisch wie unterirdisch tiefstapelnd daherkommt. Tatsächlich sind viele der Kompositionen von Sebastian Gramss auf der neuen CD „Gentle Giants“ eingängig und die leichthändig-luftige Spielweise von Chisholm trägt ihren Teil dazu bei, dass die Musik einladend zu hören ist – einerseits. Andererseits muss man sich nur wenige Momente in die Musik vertiefen um die Vertracktheit, die Abgründe – die mit präpariertem Klavier und nervösen Bassstrichen bereitet werden – zu genießen, aus denen Chisholms Alt herausflattert, wie eine wild gewordene Schwalbe am Abendhimmel“.
Michael Rüsenberg lobte, in Gentle Giants erkenne man einen Anwärter auf den Titel „Album des Jahres 2017, Jazz aus Deutschland“.
„Der Neo Cool Jazz, wie er wesentlich, aber nicht nur von Hayden Chisholm, ausgeht, feiert hier ein Fest, ergänzt um Einflüsse aus der Minimal Music und elektronisch äußerst subtil verwobene Klangfarben.“ So sei Gentle Giants „ein Fest der Melodik.“
Der Titel des Albums spiegele „aufs Trefflichste das Geflecht der kleinen Linien, klangfarblichen Schattierungen und Wiederholungsformen, bis hinein in eine Spieluhren-Ästhetik - ‚kleine Giganten‘.“ So sei das dritte Stück („Seen Dancing“) „ein Traum aus diesen Zutaten. Es beginnt mit einem minimal pattern vom Staccato-Kontrabass, klangfarblich so leicht transformiert, dass man es gerade noch wahrnehmen kann. Das Piano setzt sich obenauf, das Altsax folgt, der Duktus bleibt tänzerisch-mechanisch, fällt ins Perkussive, Anschlagsgeräusche von Piano und Kontrabass in den oberen Registern. Der flackerende Puls bleibt bestehen, wird kontrastiert aus leichtem elektronischen Schwebeklang, das thematische Material aus Piano und Altsax ist gar nicht mal Chick Corea-fern.“
Für Rüsenberg ist dies „eine Überraschung“, dass Philip Zoubek, dermaßen rhythmisch als Pianist besteht, in der Konvention. „Man höre z. B. das kleine Holzklopfer-Besteck, mit dem er in track 6 (‚to be‘) die beiden anderen, rubato spielenden Instrumente umgarnt – und dann nach eineinhalb Minuten, man fasst es nicht, in einen Blues-Groove schreitet. Die anmutige Melodie ziert auch diesen Umhang. Und das ist – neben aller kammermusikalischer Meisterschaft – das Frappierendste an dieser Produktion: der deutsche Jazz hat selten einen solchen melodischen Zauber gezeigt, er ist geradezu melodie-versessen. Und rutscht auf diesem Eis nicht aus.“
Nach Ansicht von Frank Bender durchstreift das Trio „ein Terrain, das gelegentlich an eine extrahierte Version von Bill Bruford’s Earthworks oder an das Schaffen von Jan Garbarek“ erinnere. „Der völlige Verzicht auf Schlaginstrumente erscheint in diesem Kontext keinesfalls als Nachteil, sondern verdichtet die Essenz der Schwingungen zu einem Gespinst, das von in musikalischer Hinsicht begeisterten Anarchisten und vergeistigten Avantgardisten geschaffen wurde, da zumindest partiell auf kompositorische Formalismen verzichtet wurde, um den Sinnen des Rezipienten die Essenz des Wohlklangs zu eröffnen. Somit kann dieses Album ohne jegliche Übertreibung als eine überaus gelungene Mischung aus flirrenden Kompositionsfäden, die filigran in viele Richtungen gesponnen werden und freien Improvisationen, die auf diesen Fäden surfen und ihre helle Freude daran haben, bezeichnet werden.“